# ライヴ (ヤン・アッカーマンのアルバム)
『ライヴ』（Live）は、オランダのギタリスト、ヤン・アッカーマンが1978年に録音・発表したライブ・アルバム。

## 背景
1978年7月7日にモントルー・ジャズ・フェスティバルで行われたステージの模様が収録され、同年8月から9月にかけて、ブラリクムのサウンドプッシュ・スタジオでミキシングが行われた。6曲中3曲は1977年のソロ・アルバム『寛ぎの時』からの選曲で、「トミー」はフォーカス時代のアルバム『Focus II (ムーヴィング・ウェイヴス)』に収録された組曲「イラプション」からの抜粋である。

## 反響・評価
母国オランダでは1979年1月13日付のアルバム・チャートで40位を記録した。アメリカでは総合アルバム・チャートのBillboard 200には入らなかったが、『ビルボード』のジャズ・アルバム・チャートでは44位に達した。
ポール・コリンズはオールミュージックにおいて5点満点中3点を付け「彼の多くのアルバムと同様、半分は鼓舞させられるが残り半分は単調」と評している。

## 収録曲
特記なき楽曲はヤン・アッカーマン作曲。
1. トランジトリー- "Transitory" (Jasper van't Hof) - 2:08
2. スカイダンサー - "Skydancer" - 8:15
3. パヴァーヌ - "Pavane" - 7:38
4. クラッカーズ - "Crackers" - 6:58
5. トミー - "Tommy" (Tom Barlage) - 3:36
6. アジムス - "Azimuth" (L. M. Bijlsma) - 6:08

## パーソネル
- ヤン・アッカーマン – ギター
- ヤスパー・ファントフ - キーボード
- ヴィネム・エレス - キーボード
- トム・バーレイジ - キーボード、サクソフォーン
- シーズ・ファン・デル・ラールス - ベース
- ブルーノ・カステルッチ - ドラムス
- ネッピー・ノヤ - パーカッション